# Pericallia everetti
Pericallia everetti är en fjärilsart som beskrevs av Rothschild 1910. Pericallia everetti ingår i släktet Pericallia och familjen björnspinnare. Inga underarter finns listade i Catalogue of Life.

## Bildgalleri

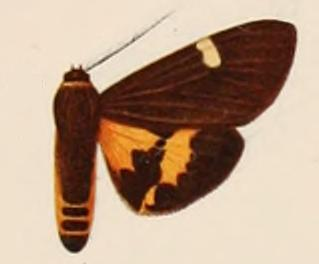